# 十二烷基苯
十二烷基苯是一种芳香族有机化合物，化学式C
12H
25C
6H
5，常温常压下为无色液体，密度小于水，具有微弱的油味。